# Joseph Andjou
 (février 2008).
Joseph Aholié  Andjou   est un journaliste francais d'origine ivoirienne né en 1966 à Yaou dans la région de Bonoua à 60 Km d’Abidjan, au Sud de la  Côte d'Ivoire. 

## Biographie
Joseph  Andjou  est né en 1966 à Yaou (sous-préfecture de Bonoua en pays Abouré), au sud-est de la Côte d’Ivoire.
Il commence sa carrière de journaliste à RFI et à Amina, un magazine de presse féminine africaine et antillaise. Joseph Andjou a également été pendant plus de dix ans le correspondant en Europe du magazine de mode et du show-biz ivoirien Top Visage. Il a enfin occupé le poste de directeur de la rédaction du mensuel Afrobiz, créé avec Amobé Mévégué et Jean Essala à Montreuil en région parisienne.
En 1996, il remporte un concours organisé par Canal+ (l'émission Télé Dimanche de Michel Denisot, avec dans l'équipe Michel Royer, Marc-Olivier Fogiel, Odile Rebichon) dont le but était de passer le plus de fois possible à la télévision. En trois mois, Joseph Andjou assistera à 37 émissions, en s’arrangeant pour être visible sur chaque plateau, grâce notamment à sa veste bleue.
En mai 2001, il propose au directeur de la rédaction d'I-Télé, Bernard Zekri, une émission bimensuelle consacrée à l’Afrique. De septembre 2001 à juin 2007, il a présenté sur cette chaîne française d'information en continu I-Afrique, un magazine sur toute l'actualité du continent (politique, économie, cinéma, sport, culture, etc.) qu'il clôturait toujours par un proverbe africain. Devenue hebdomadaire, I-Afrique était l'une des émissions les plus célèbres et l'une des plus anciennes d'I-Télé. Elle a été supprimée de la grille en raison du recentrage de la chaîne sur l'information. Après quatre années à Yaoundé, au Cameroun (2010-2014), où Joseph Andjou tente de mettre sur pied un projet de télévision dénommé Akwaba Télévision, avec Jean Ayissi, il retrouve Abidjan, en Côte d'Ivoire, pour participer à la « révolution des programmes » de la RTI, sous la houlette d'Ahmadou Bakayoko, le directeur général, qui lui propose  le poste de rédacteur en chef de l'émission C'Midi, animée par Caroline Dasylva, et une bande de chroniqueurs aussi frais que l'émission elle-même (Chef Lazare, Loïc Dedenis, Alisar Zena Kalil, Mary Florens Grah, Nadiany Diarra, Jessica Bamba, Jean-Michel Onnin, Docteur Phyl'o, Nécy N'dry, Line Jaber, Méliane Kuny,  Al-Houssein Sidibé). Seulement en une année, C'Midi devient très vite l'émission de référence en Afrique francophone. Nommé responsable éditorial des productions de RTI1 en 2015, Joseph Andjou s'occupe des contenus de la première chaîne ivoirienne. La même année, Joseph Andjou renoue avec la radio et anime Le Canari de Fréquence 2, une émission de radio complètement décalée qu'il anime de 17 h à 19 h sur le 92.0 FM. Depuis 2018 Joseph ANDJOU anime avec à ses côtés Didier Laflamme DELESTANGUER l'émission "C'est encore mieux le Dimanche", un talk-show délirant de 18 h à 20 h sur Fréquence 2.